# Afroclanis neavi
Afroclanis neavi là một loài bướm đêm thuộc họ Sphingidae. Nó được tìm thấy ở savanna và woodland từ Zimbabwe qua Zambia tới Tanzania.
Chiều dài cánh trước là 24–28 mm đối với con đực và 28–30 mm đối với con cái. Cánh trước màu tía nâu.